# Finska teaterskolan
Finska teaterskolan (finska: Suomen teatterikoulu) var en finskspråkig teaterskola i Helsingfors som var verksam 1943–1979. 
Under åren 1943–1963 var Wilho Ilmari skolans rektor och även lärare där. Han efterträddes av Jouko Paavola (1963–1968) och Kalle Holmberg (1968–1971). Den ursprungligen tvååriga kursen blev treårig 1947 och senare fyraårig. Skolan började även utbilda regissörer och inledde i samarbete med Centralskolan för konstflit utbildning av scenografer och dräktskapare. Dramaundervisningen utvidgades och skolans tredje årskurs fick en skolningsscen för praktiskt övningsarbete, som eleverna döpte till Tikapuuteatteri och där även offentliga föreställningar ägde rum (man spelade de första åren på Helsingfors stadsteaters tidigare scen i Vallgård). År 1962 fick teaterskolan en högskoleavdelning, som verkade i samarbete med Helsingfors universitet, och 1967 inleddes skådespelarutbildning även vid Tammerfors universitet. Finska teaterskolan sammanslogs 1979 med Svenska teaterskolan till Teaterhögskolan i Helsingfors.